# Telefassa
Telefassa var en mytisk fønikisk dronning, gift med Agenor og stammoder til den Thebanske og Minoiske kongeslægt. Med Agenor havde hun sønnerne Føniks, Kadmos, Kilix og datteren Europa.